# No Long Talk
«No Long Talk» —en español: «No hablar mucho»— es una canción del rapero canadiense Drake junto con el rapero inglés «Giggs» de su álbum More Life (2017).

## Posicionamiento en listas
| Lista (2017)                           | Mejor posición |
| -------------------------------------- | -------------- |
| Canadá (Canadian Hot 100)              | 14             |
| Estados Unidos Billboard Hot 100       | 40             |
| Escocia (Scottish Singles Sales Chart) | 90             |
| Eslovaquia (Singles Digitál Top 100)   | 80             |
| Estados Unidos (Hot R&B/Hip-Hop Songs) | 22             |
| Francia (SNEP)                         | 124            |
| Irlanda (IRMA)                         | 40             |
| Países Bajos (Mega Single Top 100)     | 77             |
| Portugal (AFP)                         | 62             |
| Suecia (Sverigetopplistan)             | 92             |
| Reino Unido (UK Singles Chart)         | 17             |
| Reino Unido (UK R&B Chart)             | 4              |

## Certificaciones
| País        | Organismo certificador | Certificación | Ventas certificadas | Ref.   |
| ----------- | ---------------------- | ------------- | ------------------- | ------ |
| Reino Unido | BPI                    | Platino       | 200 000             | [ 15 ] |